# HD 186104
HD 186104 es una estrella en la constelación del Águila de magnitud aparente +7,64. Se localiza en la región central de la constelación, a unos 2,5º al oeste de η Aquilae y está situada a 135 años luz del sistema solar. 

## Características físicas
HD 186104 es una enana amarilla de tipo espectral G0 según consta en la base de datos SIMBAD.
Sus parámetros físicas así como su contenido metálico son prácticamente iguales a los del Sol.
Tiene una temperatura efectiva apenas 8,8 K inferior a la solar y tiene una masa de 1,04 masas solares.
Su luminosidad es, sin embargo, un 29% mayor que la luminosidad solar.
Gira sobre sí misma con una velocidad de rotación proyectada de 1,85 km/s.
Al igual que el Sol, está en la mitad de su vida como estrella de la secuencia principal, siendo su edad de 4170 millones de años —la edad del Sol es de 4600 millones de años.
En cuanto a su contenido metálico, su índice de metalicidad es muy parecido al del Sol ([Fe/H] = +0,097).
Otros metales evaluados como magnesio, silicio y níquel son ligeramente más abundantes que en el Sol.
En cuanto a su contenido en litio, éste es superior al solar (A(Li) = 1,52). No obstante, el Sol parece estar empobrecido en litio en un factor de 10 frente a otras estrellas de disco semejantes.

## Cinemática
La cinemática de HD 186104 difiere  de la del Sol.
Se mueve en una órbita galáctica de moderada excentricidad (ε = 0,21), variando su distancia al centro de la galaxia entre 5,9 y 9,0 kiloparsecs.
Además, su distancia máxima al plano galáctico es de 160 parsecs, mientras que el Sol se mueve entre 5 y 30 pársecs respecto al plano de la galaxia.
Por ello, aunque HD 186104 pudiera ser una estrella del disco fino, es más probable que pertenezca a la denominada «Corriente de Hércules», amplio grupo de estrellas cuya velocidad de rotación en torno al centro galáctico difiere significativamente de la que tienen la gran mayoría de las estrellas de la Vía Láctea.